# Télé poubelle
 (janvier 2017).
Si vous disposez d'ouvrages ou d'articles de référence ou si vous connaissez des sites web de qualité traitant du thème abordé ici, merci de compléter l'article en donnant les références utiles à sa vérifiabilité et en les liant à la section « Notes et références ».
L'expression télé poubelle (ou télé-poubelle) est un terme péjoratif et familier désignant l'ensemble des programmes télévisés jugés comme ayant une valeur culturelle moindre ou nulle par rapport à l'ensemble des émissions télévisuelles proposées.
L'objectif principal d'un programme dit de « télé-poubelle » est de faire de l’audience à tout prix en jouant du parfum de scandale ou en proposant des sujets racoleurs, spectaculaires et sensationnalistes, à base d'instincts primitifs, de réactions archaïques et de vulgarité profuse (talk-shows, téléréalité, jeux ou reportages, etc.).

## Historique
Généralement, les produits qui sont issus de la télé-poubelle sont simplistes, démoralisateurs, scandaleux, ignares ou douteux sur le plan idéologique, n’hésitant pas à s'appuyer sur le cliché, le raccourci et la caricature.
Ils annihilent toute faculté critique ou intellectuelle chez le téléspectateur et répandent la doxa. Lorsqu'ils sont immoraux et violents, ils peuvent être considérés comme les héritiers des jeux de la Rome antique et un facteur de régression culturelle lorsqu'ils occupent l'essentiel du paysage audiovisuel. Ils sont également parfois accusés d'abrutir les masses à long terme.
On date l'apparition de la télé-poubelle, en France, au début des années 1980 lorsque débute la libéralisation des médias : dépendantes des recettes tirées de l'achat d'espace publicitaire par les annonceurs, les chaînes se livrent à une course effrénée à l'audience et s'emparent, de manière mercantile, du domaine de l'intimité, de la vie privée et de l'image spectaculaire.
En 2010, une polémique éclate dans les médias français à la suite de la diffusion, sur France 2, du documentaire Le Jeu de la mort, test scientifique déguisé en jeu télévisé inspiré des concepts de la télé-poubelle où des candidats croient infliger des décharges électriques à un concurrent. Cette expérience, inspirée de l’expérience de Milgram, menée par des chercheurs en psychologie, a pour but de démontrer la soumission de nos esprits et de nos actes au pouvoir du petit écran. La diffusion du programme relance le débat, au sein de l'intelligentsia, sur l'objectif véritable de ce type d'émissions et de ses effets dévastateurs sur le public, rappelant au passage les propos controversés de Patrick Lelay, ex-PDG du groupe TF1 qui avait affirmé, lors d'un entretien en 2004, que son but en tant que dirigeant de chaîne était de « vendre du temps de cerveau disponible [aux annonceurs]. ».
Pour le philosophe Bernard Stiegler, ces programmes font appel aux pulsions que l'éducation tend à bloquer, détourner ou à transformer en action positive. Selon son analyse, l'importance qui leur est accordée vient de la place plus globale qu'occupe la télévision dans la vie de chaque individu et de son interactivité qui lui a permis, plus que tout autre médium, de capter l'attention et de stimuler les sens en permanence. En conséquence, elle se serait substituée à la vie intime et aux structures sociales traditionnelles telles que l'école, la religion, la nation, la politique, etc.

## Émissions concernées en France
Le terme de télé-poubelle peut s'appliquer à de multiples types de programmes télévisuels (avec, entre parenthèses, des exemples tirés d'émissions de la télévision française).

### Jeux télévisés
- Certains jeux télévisés où le spectaculaire prime sur la performance sportive et intellectuelle, et qui ne requièrent rien d'autre que de la chance (Koh-Lanta, Pékin Express, Survivor, etc.) ;
- Les émissions de jeu et d'argent issues des pays anglophones, hors de toute compétence ou connaissance individuelle et axées sur la révélation d'informations intimes. Exemple de concept : des candidats se voient proposer de gagner une somme croissante sur la base de réponses à des questions sur leur vie privée de plus en plus embarrassantes sous les yeux de leurs proches (Secret Story, Scrupules[6],[7]) ;
- Les jeux télévisés qui mettent les gens dans des situations extrêmes, dégradantes ou à la limite du supportable, qui mettent en exergue l'humiliation, l'insulte et le harcèlement d'autrui, font appel à la délation ou encouragent l'élimination des plus faibles moralement, psychologiquement et physiquement[2] (voir à ce sujet le documentaire Le Jeu de la mort).

### Talk-shows
- Les émissions de talk-show où des couples ou des familles viennent se disputer, régler leurs comptes et s'insulter devant les caméras sous les applaudissements ou les sifflets du public (Ça va se savoir, C'est mon choix)[8] ;
- Les talk-shows où des célébrités répondent aux questions indiscrètes ou malveillantes des animateurs et du public, s'exposant à la vindicte populaire (Le Jeu de la vérité, On n'est pas couché) ;
- Les émissions de témoignage impudiques, voire exhibitionnistes, donnant la parole à des anonymes qui exposent sur la place publique des problèmes d'ordre intime, comme les troubles sexuels, violences conjugales, infidélité, internement psychiatrique, etc. (Ça se discute[8], Toute une histoire) ;
- Les émissions proposant des débats sur des sujets futiles, indigents ou proches du « café du commerce » et où le public est amené à prendre parti de manière irréfléchie ou moqueuse parmi des débatteurs choisis pour être des caricatures vivantes (Ciel mon mardi !, Touche pas à mon poste !, Balance ton post !,Quotidien, C à vous, L'heure des pros) ;
- Les émissions de débat télévisé dans lesquelles la vie privée de personnes est filmée et exposée, afin de montrer leurs difficultés personnelles ou leurs malheurs sous le prétexte de chercher à y remédier (Pascal, le grand frère, Tellement vrai[8]) ;
- Les émissions de divertissement, d'enquête ou de débat qui mettent en scène des gens ordinaires pris dans des situations extraordinaires et étalent leur vie privée sur un ton lacrymal, simpliste et manichéen sous prétexte de leur offrir une chance de médiation, de retrouvailles et de réconciliation ou de les aider à révéler une vérité difficile (Y'a que la vérité qui compte).

### Émissions de divertissement
- Les diverses émissions de téléréalité (Les Anges, Les Ch'tis, Loft Story[9], Secret Story, Les Marseillais, La Ferme Célébrités, etc.) ;
- Les émissions de télé-tirelire et les télé-achats ;
- Les reportages de société mettant en scène des individus au niveau d'éducation visiblement limité, montré à titre de second degré (Strip-tease, Confessions intimes[8]), ou à titre de vérité concrète (Tellement vrai[8], C'est ma vie, À chacun son histoire) ;
- Les magazines de société qui filment des personnes dans les difficultés de la vie quotidienne et ne mettent l'accent que sur les disputes, les scènes de ménage et les aspects les plus outranciers de la personnalité des individus[1] (Pascal, le grand frère, Tellement vrai[8], C'est du propre, etc.) ;
- Les émissions de zapping recyclent des séquences courtes extraites d'émissions déjà diffusées sur diverses chaînes. Elles sont censées proposer un condensé des moments les plus marquants mais privilégient le spectaculaire, le futile, le dérapage ou l'événementiel sans aucune contextualisation, mise en perspective ou explication.

### Reportages
- Les émissions de reportages pouvant être considérées comme vulgaires car elles font appel aux bas instincts (nudité, blagues scatophiles, sexisme, railleries sur l'apparence physique, humiliation d'autrui, etc.) (Tout est possible[10]) ;
- Les émissions dites de « satire sociale » qui répandent les idées reçues sur les familles, les habitants de région, etc., mettant en concurrence ou en conflit des archétypes sociaux, des gens sélectionnés pour leur aspect beauf ou leur personnalité caricaturale tout en incitant le téléspectateur à s'en moquer avec méchanceté[1] (On a échangé nos mamans) ;
- Les émissions de conseil en image qui exposent sans complexe des scènes-choc de chirurgie esthétique ;
- Les reportages consacrés à des sujets sensationnels, faciles ou démagogiques : descentes de police, prostitution, quartiers du sexe, fraude aux aides sociales, délinquance venue de l'étranger, etc. (Zone interdite, Enquête Exclusive, 90' Enquêtes) ;
- Les émissions où la violence gratuite est banalisée ou bien les émissions d'humiliation publique montrant des personnes portant atteinte (parfois elles-mêmes) à leur dignité (C'est mon choix et Cauchemar en cuisine);
- Les médias qui font du cirque médiatique ou de l'infodivertissement, privilégiant des informations de type people (Morandini ![11], Vous êtes en direct[12], Touche pas à mon poste !, etc.), axées uniquement sur les potins ou des enquêtes anodines sur les tendances, les modes, les astuces pratiques de la vie quotidienne et les traditions nationales (fabrication de produits artisanaux, etc., comme le Journal de 13 h sur TF1[13]), refusant de traiter ou de diffuser des informations de fond qui concernent l'avenir du pays et de ses habitants, les informations internationales importantes par leurs répercussions ou des informations fournies sur les arts et la culture (50 minutes inside) ;
- Les programmes de classement d'images-choc filmées par des amateurs (exemples de sujet : « Les cent attaques de requin les plus spectaculaires », « Les cent plus grandes courses-poursuites policières », « Les cent sauts de la mort les plus dangereux », etc.).

### Séries télévisées
- Les feuilletons ou programmes à budget réduit diffusés en journée, destinés surtout aux personnes âgées comme :
  - les soap operas ou les telenovelas ;
  - la réalité scénarisée (scripted reality en anglais) qui fait jouer à des acteurs des situations tirées de faits réels et tournant toujours autour du même thème : arnaque, mensonge, trahison, abus de confiance, etc.[1].

## Exemples dans le monde

### Trash TV
Dans les pays anglophones, ce type de programmes est aussi nommé Tabloid talk show (en).

### Telebasura
Dans les pays hispanophones, ce type de programmes est nommé Telebasura.

### Les productions d'Endemol
Le groupe de production de télévision néerlandais Endemol, créé en 1994 et présent en 2011 dans 22 pays, symbolise l'essor de ce type de programmes dans le monde, notamment avec son émission-phare, Big Brother,, décliné notamment en France avec Loft Story ou Secret Story.

## Sur Internet
Sur Internet et notamment sur le site de partage vidéo YouTube, on parlera davantage d'« émission cancer », en référence aux « chaînes cancer » de la plateforme YouTube. Beaucoup d'« émissions cancer » de la télévision française possèdent d'ailleurs leur chaîne YouTube où elles rediffusent parfois intégralement leurs émissions ; c'est le cas de C'est mon choix, ou bien seulement des extraits choisis comme avec Touche pas à mon poste !.

## Critiques

### Sondages et études d'opinion en France
De 1999 à 2004, l'indice de satisfaction du téléspectateur français a baissé. D'après l'institut de sondage Ipsos-Stratégies, 60 % des téléspectateurs se disent mécontents des programmes de télévision.

### Des programmes brocardés
En France, les critiques de ces émissions ne concernent pas seulement la sphère des intellectuels (certains se prêtant même au jeu de la télé-poubelle, comme Gérard Miller) ; les humoristes se sont souvent saisi de ces programmes pour les tourner en dérision, comme en France Les Inconnus (avec leurs sketchs : Télémagouilles, Tournez-ménages, Perdu de recherche, etc.) ou encore Laurent Gerra (avec son spectacle Laurent Gerra flingue la télé).
La chaîne YouTube Le Monde à l'Envers des vidéastes Jenny Letellier et Valentin Jean s'est spécialisée dans la parodie de ce type d'émission de reportages de société.
Les Gérard de la télévision sont une cérémonie satirique qui récompense les plus mauvais programmes et animateurs de la télévision française.

## Filmographie
Fictions et films de cinéma mettant en scène l'univers de la télé-poubelle :
- Idiocracy
- Running Man (tiré du roman homonyme de Stephen King)
- La Mort en direct
- Le Prix du danger (adapté de la nouvelle de Robert Sheckley)
- The Truman Show
- Live !
- En direct sur Ed TV
- Reality
- God bless America
- Requiem for a Dream
- Dead Man Talking

#### Sources externes
Sources francophones (Télé-poubelle)
- Marion Festraëts, « Quand la télé-réalité vire au trash », L'Express.fr, 16 avril 2010.
- Anne-Sophie Faivre Le Cadre, « Le jour où tout a basculé : la télé-poubelle n'est plus ce qu'elle était », Le Nouvel Observateur,‎ 22 mars 2012 (lire en ligne, consulté le 14 mars 2012)

Sources espagnoles (Telebasura)
- (es) Academia de las Ciencias y las Artes de Televisión, « Publicidad y Televisión », en Carta de Ajuste, número 77, marzo de 2005.
- (es) Arnanz, Carlos M.: Negocios de televisión. Transformaciones del valor en el modelo digital. Barcelona: Editorial Gedisa, 2002.
- (es) Asociación de Usuarios de la Comunicación: www.auc.es « Aproximación a la telebasura ».
- (es) Bustamante, Enrique: La televisión económica. Financiación, estrategias y mercados. Barcelona: Gedisa, 1999.
- (es) Consejo del Audiovisual de Cataluña: « Consideraciones y recomendaciones del Consejo Audiovisual de Cataluña sobre la telebasura », 2006, reproducido dentro de « Recomanacions del CAC / Recomendaciones del CAC / CAC Guidelines » [PDF], Consejo del Audiovisual de Cataluña, 2010, pp. 155-170. (acceso el 16 de enero del 2016)
- (es) Deloitte: « Estudio comparativo sobre el número de operadores y canales de televisión comercial en Europa », 2004.
- (es) Ley 4/1980, de 10 de enero, de Estatuto de la Radio y de la Televisión, 1980.
- (es) Ley Orgánica 10/1988, de 3 de mayo, de Televisión Privada, 1988.
- (es) Moncloa: artículo en el Consejo de Ministros, del 29 de julio de 2005.
- (es) Palao Errando, José Antonio: Cuando la televisión lo podía todo: Quién Sabe Dónde en la cumbre del Modelo Difusión. Madrid: Biblioteca Nueva, 2009.
- (es) Sánchez Tena, Jesús; y Susana Ortega Angulo, « Incógnitas y contradicciones de la programación », El Anuario de la televisión 2004, GECA, Madrid, 2004.